# Tubarão Futebol Clube
Il Tubarão Futebol Clube, noto anche semplicemente come Tubarão, è una società calcistica brasiliana con sede nella città di Tubarão, nello stato di Santa Catarina.

## Storia
Il club è stato fondato il 25 maggio 1992. Il Tubarão ha vinto la Copa Santa Catarina nel 1998. Ha partecipato al Campeonato Brasileiro Série C nel 1997, nel 1998 e nel 2002, dove è stato eliminato alla prima fase in tutte e tre le edizioni.

## Palmarès

### Competizioni statali
- Copa Santa Catarina: 1

1998